# Api Juni Silà
Api Juni Silà (llatí: Appius Junius Silanus) va ser un magistrat romà. Era d'origen patrici, puix que formava part de la gens Júnia i de la família dels Silà.
Va ser elegit cònsol l'any 28 amb Publi Sili Nerva. L'any 32 va ser acusat de majestas però Cels, un dels informadors, el va salvar. Enviat com a governador a Hispània, l'emperador Claudi el va fer tornar a Roma poc després de pujar al poder, i li va donar en matrimoni a la seva sogra Domícia Lèpida (la mare de Messalina, la seva dona) a més de tractar-lo amb gran distinció. Messalina el va voler com amant però Silà va refusar i llavors l'emperadriu, amb el suport del llibert Narcís, el va acusar de traïció. Messalina va dir que l'havia vist en somnis intentant matar Claudi. L'emperador el va fer detenir i executar.

## Descendència
Un dels seus fills és anomenat per Tàcit com abnepos o rebesnet d'August pel que se suposa que Api estava casat en primeres noces amb Emília Lèpida, la proneptis o besneta d'August segons el següent esquema:
- August.
  - Júlia, filla (casada amb Marc Vipsani Agripa)
    - Júlia, neta (casada amb Luci Emili Paule)
      - Emília Lèpida, besneta (casada amb Api Juni Silà)
        - Marc Juni Silà, rebesnet
        - Luci Juni Silà, rebesnet

Emília Lèpida va estar promesa de jove amb Claudi abans de pujar al tron, però la promesa es va trencar i es va casar amb Api Juni Silà. Aquest no va tenir fills del seu segon enllaç amb Domícia Lèpida. Suetoni diu que era consocer (consogre) de Claudi perquè el seu fil Luci Juni Silà havia estat promès a Octàvia, la filla de Claudi.